# エゾシカ大量死/記録文書
エゾシカ大量死/記録文書（エゾシカたいりょうし きろくぶんしょ）では、明治時代前期に起きたエゾシカの大量死について記録された文書を提示する。この項目は「エゾシカ大量死」から参照される。

## 記録文書
1879年（明治12年）冬の異常気象の記録した文書には次のようなものがある。

### 函館新聞の報道
『函館新聞』は1879年（明治12年）冬の異常気象について次のように報じている。
- 1879年（明治12年）2月17日号[2]
「寿都郡中歌村周辺では2月5日に近年稀に見る暴風と豪雪により住民は家の中に閉ざされた。翌6日になっても暴風は続き、午後10時頃になってようやく風が止んだ。この間に積雪量は1.5 - 3mにもおよび、人家は雪に埋もれていた。小樽は山を背後に控えた港町という地形的条件により町全体が雪の吹き溜まり場所となり、雪崩の危険があるにもかかわらず町から出ることができないような状態であった」
- 1879年（明治12年）2月24日号[3]
「函館では2月22日午後11時頃から雪が降り始め、23日の夕方まで一時も止むこはなく、積雪量は90cmにもなり、例年にない豪雪であった」
「2月23日は今までに経験したことがないような豪雪と暴風になり、函館港内では数百艘の船が破壊された。この日は朝から暴風となり、正午から更に激しくなり、午後4時頃が最も激しかった。午後7時には風は少し弱まったが、風が止む様子はなかった」
- 1879年（明治12年）3月4日号[4]
「忍路郡忍路村では2月23日午後から豪雪、暴風となり、翌24日午後2時頃に風が止み、晴れ間も見えたが、積雪量は屋根よりも高かった」
- 1879年（明治12年）3月6日号[5]
「札幌では2月22日の夜から豪雪と暴風になり、24日深夜まで続き、積雪量は1.5mに達した。今回のような豪雪は開拓使が設置された明治2年（1869年）からはなかったという。人や家畜の死傷も少なくなかった。小樽港付近の家屋は17,18軒が倒壊し、山仕事をしていた人が約20人死亡した」
- 1879年（明治12年）3月8日号[4]
「寿都郡岩崎村では2月23日の朝から北風が吹き始め、正午頃から降雪と風が激しくなり、夜になると更に激しさを増し、翌24日になると積雪のために玄関から出ることができず、窓から出るような有様であった。今回のような豪雪は滅多にないという」
- 1879年（明治12年）3月12日号[2]
「寿都郡では2月23日に暴風と豪雪に見舞われたが、3月1日も暴風に見舞われ、今回は気温が7℃という暖気による降雨を伴った。そのため山野の積雪が融け始め、樽岸村の人家が床上浸水し、家財を押し流した。このようなことはこれまでになく、29軒が被害にあった」
- 1879年（明治12年）3月16日号[4]
「小樽では2月23日から24日にかけて、家屋が豪雪により屋根に積った雪の重量で押し潰されたり、暴風により倒壊したために死者が多数出たという。北海道全体では約80人の死者が出たようである」
- 1879年（明治12年）3月20日号[4]
「小樽郡奥澤村では2月22日から23日の豪雪により積雪量が4.5m以上にも達し、小樽分署の官員が村民の救援に向ったが、村が在所する一体は一面雪で白一色となっており、どこに人家があるのかわからない状態であった。官員が探し歩いていると、足元から竿のようなものが出て動いているのを見つけ、そこの雪を掘り進んでみると一軒の人家が出てきて、住民を救出した」
- 1879年（明治12年） 3月26日号[2]
「今年は豪雪であったため、釧路周辺では数多くの蝦夷鹿の猟獲があり、和人100人余りとアイヌにより10万頭も狩り、1人当たり600頭にもおよんだという」
- 1879年（明治12年）4月12日号[6]
「根室では3月4日午前から6日午前まで暴風雨が続き、また非常に強い寒気のために降雨は急速に氷結し、雨に濡れた地面や家屋の屋根なども氷に覆われ、樹木や草も雨に濡れた部分は凍結した。放牧されていた馬は歩行もままならず、また餌を食べることができずに多くが斃死した。6日から10日にかけては晴天が続いたが、寒気がまだ強いために氷は融けなかった。長くこの地に住む住民にとってもこのようなことは極めて珍しいことだという」
- 1879年（明治12年）4月18日号[7]
「根室では3月4日から6日にかけて続いた大雨が急速に氷結し、そのために放牧されていた馬が多数斃死したことを4月12日に報じたが、その詳細が伝わってきた。放牧されていた馬の斃死数は200頭に上るという。山野が一面凍結したために烏が餌を拾うことができず、その烏が数千羽の群れで牧場へやってきて、放牧されていた馬の背中に乗って喙で突き、生き馬の肉を食べる事態となった。そのため馬は弱ってしまい死に至ったという」
- 1879年（明治12年）5月22日号[7]
「3月上旬（3月4日 - 6日）に根室で放牧されていた馬が多数斃死したことを伝えたが、同時期に勇払と沙流、釧路の山中では雪と氷のために多数の蝦夷鹿が斃死し、山間の小川は斃死した蝦夷鹿で埋もれ、普段は丸木橋[8]を渡る場所を斃死した蝦夷鹿の上を歩いて渡ったという」

### 札幌県勧業課年報 第1回 (明治15年版)
『札幌県勧業課年報』第1回 明治15年版（1882年）にも明治12年（1879年）の豪雪のことが記録されている。

蝦夷鹿は北海道の特産品の一つで、数年前までは山野の至る所に生息しており、北海道で蝦夷鹿がいない所は無い、と言えるほどであった。冬になって山間部の積雪量が多くなると胆振国や日高国、十勝国の海岸部に移動して集まって来るが、狩猟頭数を規制する法律が無いために乱獲されて生息数の減少が著しくなったので、1876年（明治9年）に開拓使が「北海道鹿猟規則」を作成して、初めて狩猟頭数を定め、そして1878年（明治11年）6月には生業として狩猟をする人と趣味として狩猟をする人の二つに区分してその人数を制限し、猟期を毎年9月から翌年2月までと規定し、蝦夷鹿の生息数の増加を企図した。1879年（明治12年）11月に勇払郡字美々とその周辺約8里（約32km）四方の区域を蝦夷鹿繁殖地域として設定し、十勝国全域ではアイヌ以外による狩猟は全面禁止とした。その後の蝦夷鹿の生息数を見ると、企図に反して減少しており、十勝国以南では蝦夷鹿の痕跡はほとんど見るられない。このような事態になった主因は長年に渡る乱獲にあるといえるが、詳細に考察すると確かに胆振国千歳郡と勇払郡、白老郡などでは室蘭新道が開通してから車や馬の往来が激しくなり、また猟銃の銃声がやかましいほどに鳴り響いていた。そのため、この3郡などに生息していた多くの蝦夷鹿が函館県や十勝国以東に移動した。十勝国に移動してきた蝦夷鹿は1879年（明治12年）の豪雪で凍死や餓死するものが非常に多く、実際に十勝川の支流利別川の川岸は死屍累々とう惨状であった。夏になると蝦夷鹿の死体が腐敗し始めたため、十勝川沿い約50kmに居住する住民は川の水を飲料水として利用することに耐えられなかった。また十勝国以東では拾い集めた蝦夷鹿の角の数が16万本にもおよんだという。各地から十勝国に移動してきた蝦夷鹿は稀にみる積雪のために大半が凍死や餓死したことが、蝦夷鹿の生息数が減少した原因の一つであることに疑いはない。
—札幌県,『札幌県勧業課年報』第1回 明治15年（1882年）

次の表は、1876年（明治9年）に開拓使が「北海道鹿猟規則」を作成して、エゾシカの狩猟頭数を規制が始まった1877年（明治10年）から6年間の胆振国と日高国、十勝国での狩猟頭数である。

尚、この表の作成にあたって参考とした文献、門崎允昭著『野生動物調査痕跡学図鑑』（p407）には年次の開始年月日と終了年月日が書かれていないが、金子一夫著「6 予科の教育」『東京大学創立百二十周年記念東京大学展 - 学問の過去・現在・未来』には
「明治11年度すなわち明治11年7月から12年6月までの（省略）」
と書かれており、函館市史編さん室編集「移出入品の内容（p660 - p663）」『函館市史 デジタル版』には
「明治11年7月から12年6月までの事柄を取り扱った明治11年度の（省略）」
と書かれているので、エゾシカ大量死が起きた明治11（1879）年次の開始年月を1878年（明治11年）7月、終了年月を1879年（明治12年）6月として表中に備考を記述した。
| 年 次              | 胆振国   | 日高国   | 十勝国    | 年次別小計     | 備 考                                                                       |
| 明治10（1877）年次 | 5,588頭  | 29,068頭 | 14,710頭  | 49,366頭       |                                                                             |
| 明治11（1878）年次 | 8,647頭  | 15,649頭 | 45,200頭  | 69,496頭       | 1879年（明治12年）2月下旬の天候は豪雪と暴風 同年3月上旬の天候は暴風雨と寒波 |
| 明治12（1879）年次 | 7,589頭  | 9,051頭  | 15,071頭  | 31,711頭       |                                                                             |
| 明治13（1880）年次 | 733頭    | 11,656頭 | 15,458頭  | 27,847頭       |                                                                             |
| 明治14（1881）年次 | 2,565頭  | 5,780頭  | 16,667頭  | 25,012頭       |                                                                             |
| 明治15（1882）年次 | 5頭      | 133頭    | 15,291頭  | 15,429頭       |                                                                             |
| 国別小計           | 25,127頭 | 71,337頭 | 122,397頭 | 総計 218,861頭 |                                                                             |

### 河野常吉の文書
河野常吉は1879年（明治12年）2月と3月の異常気象について記録を残している。
『北海道史附録』〈1918年（大正7年）刊行〉- 1879年（明治12年）2月14日から3月5日までの記録。
「大雪と降雨があり、凍結し、エゾシカの斃死数が非常に多く、馬の死も少なくなかった」
『北海道変災年表』- 1879年（明治12年）の項。
「2月に豪雪と降雨があり、凍結し、エゾシカの斃死数は非常の多く、馬の死も少なくなかった」
「根室の牧場では馬が141頭死んだ」

### エドウィン・ダンの文書
エドウィン・ダンは1878年（明治11年）から1879年（明治12年）にかけて冬の北海道で起きた出来事についての記録を残している。

私が初めて北海道に行った頃は、温暖な時期は北海道全域に多くの蝦夷鹿が生息していた。いつも雪が降り積もり始める12月初旬になると、蝦夷鹿は雪があまりない北海道の南側や西側の海岸部へ大きな群れを作って移動していた。1878年（明治11年）から1879年（明治12年）にかけての冬は厳寒で、海岸沿いの地域は至る所で雪が積っていた。大きな被害を受けずに困難を切り抜けて、悩まされることもなかった蝦夷鹿だったが、不運にもその頃は蝦夷鹿の皮と角は商品としての需要が非常に多かった。蝦夷鹿の将来の個体数の動向を考える余裕がなかったアイヌは皮と角を得るために猟に出て、雪深い中を移動して幾つかの谷間にそれぞれ数千頭も集まってきていた蝦夷鹿に橇を履いたアイヌは簡単に追い付き、棍棒と猟犬を使って何万という数の蝦夷鹿を狩った。

   
政府は春になってからこの冬の被害を確かめるために胆振国勇払郡鵡川地区に人を派遣したが、彼らは15マイル（約24km）進む間に5万頭から7万5千頭分の蝦夷鹿の骨を目にした。蝦夷鹿の数は狩猟により激減していたのだが、政府は翌年も蝦夷鹿の狩猟が繰り返されないようにするための防止策を何もとらなかったため、蝦夷鹿は事実上絶滅した。
—エドウィン・ダン,"Extermination of the Deer."（『蝦夷鹿の絶滅』、執筆年月日不明）

## 附録

### 江戸時代の記録
1879年（明治12年）に起きたようなエゾシカの大量死は過去にもあったようである。平秩東作が天明4年（1784年）に著した『東遊記』の附録には江戸時代に起きた北海道の豪雪の被害について記されている。

近年に豪雪の年があり、蝦夷鹿は食べるものもなく、また3百人から4百人のアイヌが餓死したと伝え聞く。気の毒なことである。
—平秩東作,『東遊記』

## 関連文献
出版物
- 函館市史編さん室 編集「第6章 内外貿易港としての成長と展開、第1節 国内市場と函館、1 商業港としての成長、移出入品の内容」『函館市史』〈通説編 第2巻 開港から明治期の通史、第4編 箱館から近代都市函館へ〉函館市、1990年11月、p660 - p663頁。- 市立函館図書館 蔵、国立国会図書館 蔵

- 河野常吉『北海道史附録』 別巻1、北海道出版企画センター〈河野常吉著作集〉、1975年。- 北海道立図書館 蔵。

- 河野常吉『変災：北海道変災年表』 634巻〈河野常吉資料〉。- 北海道立図書館 蔵。

- エドウィン・ダン『我が半世紀の回想』〈「北方文化研究報告」第12集別刷〉1957年。- 北海道立図書館 蔵
  - 『北方文化研究報告』〈マイクロ資料〉1輯(昭14.3) - 20輯(昭40.12)、国立国会図書館 (製作)。- 国立国会図書館 蔵。
  - 北海道大学北方文化研究室 編『北方文化研究報告』〈復刻 (1987年)〉1輯(昭和14年3月) - 20輯(昭和40年12月)、思文閣出版。- 国立国会図書館 蔵。
  - 『北方文化研究報告』1輯(昭14.3) - 20輯(昭40.12)、北海道帝國大学・北海道大学北方文化研究室。- 国立国会図書館 蔵。

- 札幌県 編『札幌県勧業課年報』第1回 明治15年版（1882年）、札幌県。- 北海道立図書館、国立国会図書館 蔵。

- 平秩東作『東遊記』天明4年（1784年）。- 国立国会図書館 蔵。
  - 平秩東作(1世) 著、市立函館図書館 編『東遊記』図書裡会〈郷土資料複製叢書〉、1981年3月。- 市立函館図書館 蔵、国立国会図書館 蔵。

新聞
- 『函館新聞』1879年（明治12年）2月 - 5月、北溟社。- 国立国会図書館 蔵。